# کیومرث منشی‌زاده
کیومرث منشی‌زاده (زادهٔ ۱۳۱۷ - درگذشتهٔ ۲۶ فروردین ۱۳۹۶) شاعر و طنزپرداز ایرانی اهل شهر جیرفت بود. از وی به واسطه کاربرد مفاهیم و نشانه‌های ریاضی در اشعارش به عنوان «شاعر ریاضی» یاد می‌شود.

## زندگی
کیومرث منشی‌زاده در سال ۱۳۱۷ شمسی در جیرفت زاده شد. او دوره تحصیلات ابتدایی و دبیرستانی را در زادگاهش به پایان رسانید و سپس عازم تهران شد و موفق به کسب لیسانس در رشته اقتصاد از دانشکده حقوق گردید. بعد به آمریکا رفت و تحصیلات خود را در زمینه ریاضیات و فیزیک اتمی دنبال نمود
پس از پایان تحصیلات به ایران بازگشت و در سازمان برنامه و بودجه به کار پرداخت. او از اعضاء ارشد «کانون نویسندگان ایران» در دهه‌های ۱۳۴۰ و ۱۳۵۰ بوده است
وی استاد کرسی هنرشناسی دانشگاه مونپولیه فرانسه بود و گاهی به عنوان «پدر شعر ریاضی ایران» نیز نام برده می‌شد.
تلفیق شعر با ریاضی، فیزیک و فلسفه، بنیانگذاری شعر ریاضی، شعر رنگی، شیوه نوینی در طنز نویسی و تسلط و آشنایی به چندین زبان همراه با تحصیلات آکادمیک در رشته های فلسفه ریاضی و حقوق و… برخی از نمودهای این تفاوت است.عضویت در اولین دوره کانون نویسندگان ایران ،شعر خوانی در جلسات شعر انستیتو گوته معروف به «ده شب» و مناظره های تلویزیونی قبل از انقلاب با حضور فردید (فیلسوف شهیر)، نصر اصفهانی (رئیس دانشگاه صنعتی و رئیس انجمن فلسفه)، احسان نراقی (جامعه شناس) دوستی و همنشینی با بزرگان شعر و هنر معاصر از جمله احمد شاملو ، نصرت رحمانی ، یدالله رویایی و… منشی‌زاده را به چهره ای کم نظیر در ادبیات معاصر بدل کرده است
فیلم «ژاندارم صلح سرخ» بر اساس یکی از شعرهای بلند او به کارگردانی زهره تیموری و همچنین فیلم سورئال کیومرث درم‌بخش بر اساس کتاب «سفرنامه مرد مالیخولیایی رنگ پریده» از جمله فیلم هایی هستند که از زندگی و شعر منشی زاده ساخته شده اند .
همچنین مستند سینمایی «شعر رنگی» به کارگردانی وحیده محمدی فر و تهیه‌کنندگی داریوش مهرجویی از زندگی او ساخته شده بود.

### درگذشت
منشی‌زاده در ۷۹ سالگی بر اثر سکته مغزی در بیمارستان فیروزگر تهران درگذشت. به گفته مسئولان بیمارستان فیروزگر، منشی زاده شنبه ۲۶ فروردین ماه بر اثر سکته مغزی، در این بیمارستان از دنیا رفته است.

## فعالیت ادبی
منشی‌زاده را به‌خاطر به‌کار بردن اعداد و نشانه‌های ریاضی در شعرهایش به شاعر ریاضی می‌شناسند.
کیومرث منشی زاده، در قسمت انرژی اتمی سازمان برنامه به عنوان کارشناس و همزمان با آن در دانشگاه هنر به تدریس جامعه‌شناسی هنر پرداخت. کار شعر را با شعر قدیم آغاز کرد و پس از پایان غزل‌سرایی از ریاضیات در شعر استفاده کرد. از او کتاب سفرنامه مرد مالیخولیایی رنگ پریده، کتاب قرمزتر از سفید و گزیده اشعار و کتاب حافظ حافظ به چاپ رسیده است.